# Enoplotettix gardineri
Enoplotettix gardineri är en insektsart som först beskrevs av Bolívar, I. 1912.  Enoplotettix gardineri ingår i släktet Enoplotettix och familjen gräshoppor. IUCN kategoriserar arten globalt som starkt hotad. Inga underarter finns listade i Catalogue of Life.